# Napalm Records
Napalm Records es una compañía discográfica austriaca fundada en 1992 por Markus Riedler. La discográfica, con el tiempo, expandió su alcance para incluir una amplia variedad de estilos dentro del rock y el metal, incluyendo  el heavy metal, folk metal, metal gótico, black metal, viking metal, death metal, power metal y metal sinfónico.
La empresa tiene su sede en Eisenerz, Austria, y se ha destacado por su compromiso con la promoción de bandas emergentes y establecidas dentro de la escena del metal. Napalm Records ha logrado consolidarse como una de las discográficas más influyentes en su género, gracias a una estrategia de distribución global que le permite llegar a audiencias de todo el mundo.
Desde su creación, Napalm Records ha trabajado con una amplia variedad de artistas, algunos de los cuales han alcanzado notable éxito internacional. Entre los artistas y bandas que han sido parte de su catálogo se encuentran Alestorm, Powerwolf, Delain, Kamelot, y HammerFall. Estos grupos han contribuido significativamente a la reputación de Napalm Records como una plataforma importante para el metal y el rock.
Además de la producción y distribución de música, Napalm Records también organiza giras y conciertos, ofreciendo a sus artistas una plataforma completa para la promoción de su música. La empresa ha adaptado su modelo de negocio a las cambiantes dinámicas de la industria musical, incorporando servicios de marketing digital y una presencia significativa en plataformas de streaming y redes sociales.
La expansión de Napalm Records no solo se limita a la firma de artistas, sino también a la adquisición de otros sellos discográficos y la diversificación en áreas relacionadas con la música. Esto le ha permitido mantenerse relevante en una industria altamente competitiva y en constante evolución.

## Listado de bandas
- Abigor
- Ad Infinitum
- Agathodaimon
- Ahab
- Alestorm
- Alter Bridge
- American Head Charge
- Arkona
- As I Lay Dying
- Audrey Horne
- Battlelore
- Be'Lakor
- Belphegor
- Beseech
- Candlemass
- Coal Chamber
- Dagoba
- Dargaard
- Darkwell
- Deadlock
- Delain
- DevilDriver
- Dee Snider
- Draconian
- Diabulus in Musica
- Die Verbannten Kinder Evas
- Dominion III
- Draconian
- Dust Bolt
- Edenbridge
- Einherjer
- End Of Green
- Elis
- Ex Deo
- Fairyland
- Falkenbach
- Feuerschwanz
- Gigan
- Glittertind
- Gloryhammer
- Grave Digger
- HammerFall
- Heidenreich
- Heidevolk
- Hoobastank
- Hollenthon
- Huntress
- Edades de hielo
- Hatesphere
- In Battle
- Intenso
- Iron Fire
- Isole
- Jinjer
- Jungle Rot
- Kampfar
- Karma to Burn
- Katatonia
- Katra
- Kontrust
- Lacrimas Profundere
- Leaves' Eyes
- Liv Kristine
- Lunatica
- Megaherz
- Mehida
- Midnattsol
- Moonspell
- Mushroomhead
- Myriam
- Nachtblut
- Nervosa
- Nightmare
- Otep
- Oomph!
- Russkaja
- Patriarkh
- Power Quest
- Saltatio Mortis
- Samael
- Satyricon
- Scott Stapp
- Serenity
- Siebenbürgen
- Stream of Passion
- Stuck Mojo
- Summoning
- Svartsot
- The Agonist
- The Sins of Thy Beloved
- The Sorrow
- Thulcandra
- Tiamat
- Tremonti
- Tristania
- Sendero de Lágrimas
- The Brew
- Týr
- Van Canto
- Vesania
- Vintersorg
- Visceral Evisceración
- Visions of Atlantis
- Wind Rose
- WeltenBrand
- W.A.S.P.
- Xandria